# Charles Martin Hall

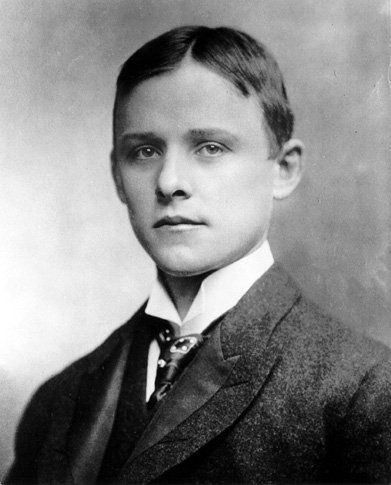
Charles Martin Hall

Charles Martin Hall (* 6. Dezember 1863 in Thompson, Ohio; † 27. Dezember 1914 in Daytona, Florida) war ein amerikanischer Erfinder, Ingenieur und Unternehmer. Er wurde bekannt durch die Entdeckung einer kostengünstigen Methode zur Herstellung von Aluminium.

## Leben

### Die frühen Jahre
Charles Hall wurde als Sohn von Reverend Herman Bassett Hall und Sophronia H. Brooks geboren. Er hatte einen Bruder und drei Schwestern, von denen eine in der Kindheit starb. Seine Familie zog im Jahr 1873 nach Oberlin (Ohio) und Charles besuchte dort zunächst die Oberlin High School und ab 1880 das Oberlin College, wo er 1885 den Grad eines Bachelor of Arts erwarb. Sein Interessensschwerpunkt waren die Naturwissenschaften.
Zu seinen wissenschaftlichen Experimenten wurde Hall durch Ideen und Materialien seines Chemieprofessors Frank Fanning Jewett (1844–1926) angeregt. Dessen Bemerkung, wer ein günstiges Verfahren zur Aluminiumherstellung finde, könne reich werden, ließ den Studenten hellhörig werden. Ob sich dieser gerne erzählte Vorgang tatsächlich so ereignet hat, ist allerdings nicht sicher.
Hall führte seine Versuche in einem hinter dem Haus seiner Familie gelegenen Holzschuppen durch. Sowohl das Jewett-Haus wie das Hall-Haus gibt es in Oberlin noch, nur der Holzschuppen wurde schon vor langer Zeit abgerissen. Im Oberlin Heritage-Center im Jewett-Haus zeigt die Ausstellung Aluminium: The Oberlin Connection jedoch einen Nachbau des Holzschuppen-Experiments von 1886.

### Die späteren Jahre
Nach seiner erfolgreichen Aluminium-Gewinnung setzte Hall seine Forschungen und Entwicklungen bis seinem Tod fort. Ihm wurden 22 US-Patente erteilt, die meisten zur Aluminiumproduktion. Er gehörte dem Oberlin College Board of Trustees an, dem Aufsichtsgremium seiner Hochschule. Charles Hall war Vizepräsident der Alcoa bis zu seinem Tod, der ihn 1914 in Daytona, Florida, ereilte. Der Erfinder starb unverheiratet und kinderlos und wurde auf dem Woodland Cemetery in Oberlin begraben.

## Eine Vorliebe für Aluminium

### Das Umfeld
Aluminium kommt in der Erdkruste als zweithäufigstes Nichteisenmetall nach Silicium vor, jedoch nicht in reiner (gediegener) Form. Auf Aluminium wurde man im Jahre 1808 nach Forschungsarbeiten von Sir Humphry Davy aufmerksam. Er scheiterte jedoch beim Bemühen, diesen Stoff, den er alumium nannte, aus seinen Verbindungen zu isolieren. Das gelang dem dänischen Chemiker Hans Christian Ørsted im Jahr 1825 aus Tonerde. Die Menge war winzig, das Metall unrein. Im Jahr 1827 glückte es Friedrich Wöhler, erstmals Aluminium in reinem Zustand herzustellen, doch auch hier nur mit geringer Ausbeute. Das Metall war zu jener Zeit wesentlich teurer als Gold. Diese Kostbarkeit weckte den Wunsch einzelner Adliger, daraus angefertigte Gegenstände zu besitzen.
Im Jahr 1846 ging der Franzose Henri Etienne Sainte-Claire Deville daran, den Herstellungsprozess Wöhlers zu verfeinern, er produzierte Aluminium ab 1854 und gab seine Erkenntnisse im Jahre 1859 in Buchform heraus. Kaiser Napoléon III. beauftragte seine Wissenschaftler, über Möglichkeiten für eine Gewinnung des Stoffes in größeren Mengen nachzudenken. Das aufwendige chemische Verfahren Devilles gestattete im Jahr 1857 nur eine Jahresproduktion von etwa 750 Kilogramm, die ausschließlich in Frankreich stattfand.

### Die Erfindung

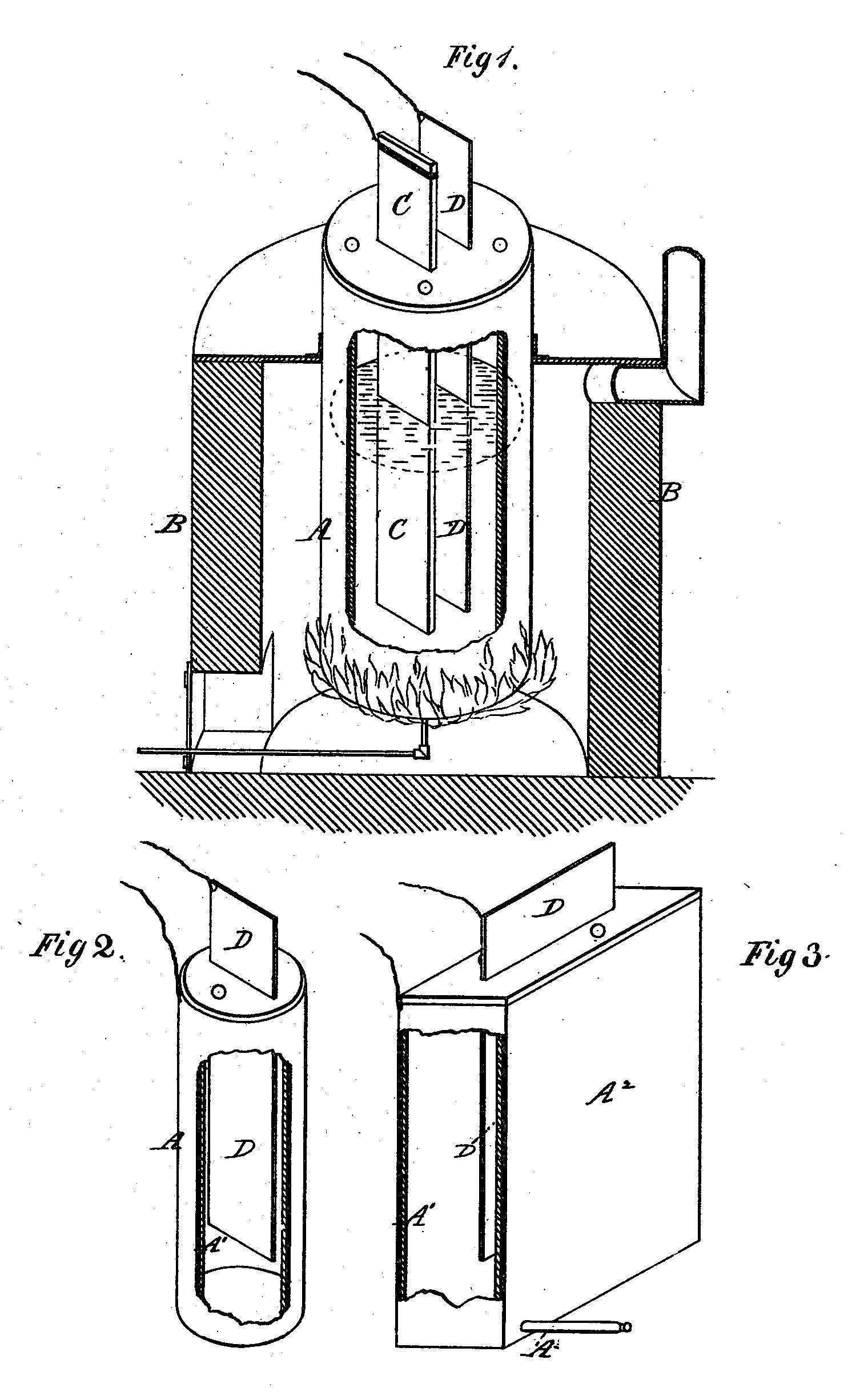
Originale Patentzeichnungen (US 400,664)

Halls Überlegungen kreisten um die von Humphry Davy beschriebene Schmelzelektrolyse. Er machte sich auf die Suche nach einer Möglichkeit, die nur bei hohen Temperaturen schmelzbare Tonerde, aus der das Aluminium zu gewinnen war, leichter zum Schmelzen zu bringen. Im Jahr nach seinem Hochschulabschluss begann er mit ersten Experimenten. Die meisten seiner Apparate musste er selbst herstellen. Dabei wurde er von seiner älteren Schwester Julia unterstützt.
Bei seinen Experimenten fand Charles Hall heraus, dass sich der Schmelzpunkt von etwa 2050 °C für reines Aluminiumoxid durch die Zugabe von Kryolith auf etwa 950 °C herabsetzen ließ. Er entwickelte ein Verfahren, bei dem ein starker elektrischer Strom durch eine Mischung von Aluminiumoxid-Tonerde und Kryolith geführt wurde. Dabei bildete sich auf dem Boden des Reaktionsgefäßes eine Pfütze von Aluminium.
Hall produzierte die ersten Proben des reinen Metalls mit seiner Versuchsanordnung am 23. Februar 1886, nach einigen Jahren intensiver Arbeit. Nachdem er zunächst nur Kügelchen aus reinem Aluminium herstellen konnte, setzte er seine Versuche fort, bis ihm die Herstellung von Aluminiumbarren gelang. Am 9. Juli 1886 reichte Hall seine Patentschrift „Process of reducing aluminium from its fluoride salts by electrolysis“ beim US-Patentamt ein; das Patent wurde ihm im folgenden Jahr erteilt.
Unabhängig von Hall hatte etwa zur gleichen Zeit der Franzose Paul Héroult das Verfahren entdeckt und dafür in Frankreich ein Patent erhalten. Daher gab es zwischen beiden zunächst juristische Streitigkeiten, doch sie einigten sich schließlich. Der Herstellungsvorgang wurde zu Ehren beider später als Hall-Héroult-Prozess bezeichnet. Héroult stieß in Frankreich auf Desinteresse an der Verwertung seiner Erfindung und tat sich deshalb mit drei Industriellen in der Schweiz zusammen.

### Wirtschaftlicher Erfolg
Nachdem Hall in Ohio keine Geldgeber für die industrielle Auswertung seiner Erfindung finden konnte, ging er nach Pittsburgh, wo er Kontakte zu dem bekannten Metallurgen Alfred E. Hunt knüpfte. Sie gründeten 1888 mit anderen Industriellen die Reduction Company of Pittsburgh, die erst ein kleines Werk und nach dessen Erfolg weitere Großbetriebe zur Aluminiumproduktion gründete. 1907 betrieb die Gesellschaft Bauxitminen in Arkansas, eine Raffinerie in Illinois und drei Aluminiumhüttenwerke in New York und Kanada. Hall wurde als einer der Hauptaktionäre zum reichen Mann.
Aus der Reduction Company wurde 1907 die Aluminum Company of America,  später abgekürzt als Alcoa. Sie hatte lange Zeit ein Monopol in der industriellen Aluminiumherstellung und ist noch heute weltweit Marktführer.
Der Hall-Héroult-Prozess ließ den Preis für Aluminium um den Faktor 200 fallen und machte es damit für den praktischen Gebrauch erschwinglich. Bis zum Jahr 1900 stieg die jährliche Produktion auf ungefähr achttausend Tonnen. Heute wird mehr Aluminium produziert, als von allen anderen Nichteisenmetallen zusammen.

### Die moderne Schmelzflusselektrolyse

Schematische Darstellung

Der Hall-Héroult-Prozess, den der Österreicher Carl Josef Bayer nochmals durch das Bayer-Verfahren zur Reinigung des Bauxits von Oxiden und Silikaten verbesserte, ist das grundlegende Verfahren für die heutige Aluminiumerzeugung. Diese Schmelzflusselektrolyse gestattete die wirtschaftliche Herstellung des Werkstoffes aus geeigneter Tonerde. Als Elektrolyt wird eine Mischung aus Aluminiumoxid und Kryolith verwendet. Weiters werden Kohleanoden und Kohlekathoden eingesetzt. Durch Zuführen von  Gleichstrom mit bis zu 200.000 Ampere beginnen die Stoffe im Elektrolysebad bei einer Temperatur von etwa 950 °C zu schmelzen. Das schwerere flüssige Aluminium sammelt sich am Boden und wird abgesaugt.

### Ein fehlendes „i“
Wegen Hall schreiben die Amerikaner den Namen des Metalls Aluminium heute als aluminum und nicht als aluminium wie die Briten. Auf einem Handzettel zur Veröffentlichung hatte er den Namen fälschlicherweise, aber übereinstimmend mit dem Oberlin College, ohne das zweite i geschrieben: aluminum refinement process. Weil seine Erfindung so umwälzend war und das Metall sehr bekannt machte, setzte sich diese Namensform in den USA durch. Die unterschiedliche Schreibweise in englischen Texten erlaubt oft den Schluss auf deren Entstehungsort.

## Anerkennung
Hall erhielt im Jahr 1911 für seine Arbeit die Perkin-Medaille, die höchste Auszeichnung in der amerikanischen Chemieindustrie. 1898 wurde er zum Mitglied der American Philosophical Society gewählt.
Hall wurde einer der bekanntesten Wohltäter des Oberlin College, wo man ihn mit einem Denkmal ehrte, einer Statue aus Aluminium, die also vergleichsweise leicht ist. Studenten trieben deshalb oft ihren Schabernack mit ihr und versetzten sie nicht selten. Heute ist die Statue sicher auf einem großen Granitblock im zweiten Stock des Oberlin New Science Center befestigt, wird aber bei Feiertagen und ähnlichen Gelegenheiten mit allerlei „Schmuck“ verziert.